# Garaeus altericeps
Garaeus altericeps là một loài bướm đêm trong họ Geometridae.